# 커진츠버르치커구

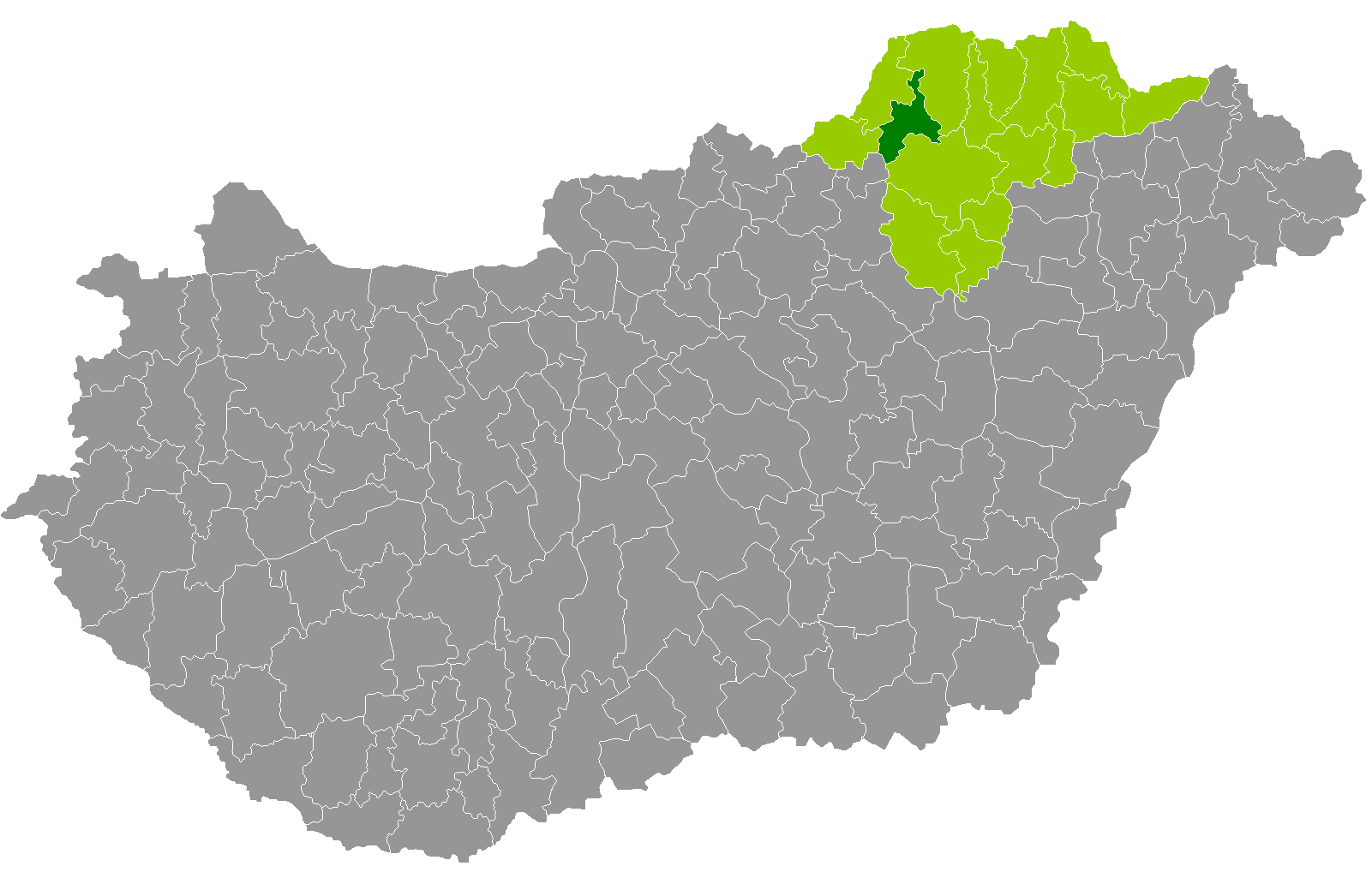
보르쇼드어버우이젬플렌주 지도에 표시된 커진츠버르치커구의 위치

커진츠버르치커구(헝가리어: Kazincbarcikai járás)는 헝가리 보르쇼드어버우이젬플렌주에 위치한 구로 구청 소재지는 커진츠버르치커이며 면적은 341.70km2, 인구는 66,470명(2011년 기준), 인구 밀도는 193명/km2이다.
북동쪽으로는 에델레니구, 남동쪽으로는 미슈콜츠구, 남서쪽으로는 헤베시주 벨러파트펄버구, 서쪽으로는 오즈드구, 북서쪽으로는 푸트노크구와 접한다. 22개 지방 자치체(3개 시, 19개 마을)를 관할한다.

구 문장